# Zhang Ling
Zhang Ling (en chino: 张灵; Shanghái, 27 de febrero de 1997) es una deportista china que compite en remo.
Participó en dos Juegos Olímpicos de Verano, obteniendo una medalla de oro en Tokio 2020, en la prueba de cuatro scull, y el sexto lugar en Río de Janeiro 2016, en la misma prueba.
Ganó tres medallas en el Campeonato Mundial de Remo entre los años 2019 y 2023.

## Palmarés internacional
| Juegos Olímpicos   | Juegos Olímpicos         | Juegos Olímpicos  | Juegos Olímpicos |
| Año                | Lugar                    | Medalla           | Prueba           |
| ------------------ | ------------------------ | ----------------- | ---------------- |
| 2020               | Tokio (Japón)            | Medalla de oro    | Cuatro scull     |
| Campeonato Mundial |                          |                   |                  |
| Año                | Lugar                    | Medalla           | Prueba           |
| 2019               | Ottensheim (Austria)     | Medalla de oro    | Cuatro scull     |
| 2022               | Račice (República Checa) | Medalla de oro    | Cuatro scull     |
| 2023               | Belgrado (Serbia)        | Medalla de bronce | Cuatro scull     |